# Клаудія Льйоса
Клаудія Льйоса (ісп. Claudia Llosa) (*15 листопада 1976) — перуанська кінорежисерка, сценаристка.

## Біографія
Племінниця перуанського письменника Маріо Варґаса Льйоси та режисера Луїса Льйоси народилася в Парижі. Навчалася в англо-перуанській школі Ньютон Колледж та в Університеті Ліми. У кінці 1990-х переїхала до Мадриду. Із 1998 по 2001 роки навчалася в кіноакадемії Escuela TAI. Після зйомок свого першого фільму «Madeinusa» переїхала до Барселони для роботи в рекламному бізнесі.

## Фільмографія
- 2006 — «Madeinusa»
- 2009 — Молоко скорботи